# Formica arenicola
Formica arenicola är en myrart som beskrevs av Buckley 1866. Formica arenicola ingår i släktet Formica och familjen myror. Inga underarter finns listade i Catalogue of Life.